# Líšnice (okres Ústí nad Orlicí)
Obec Líšnice (německy Lischnitz) se nachází v Pardubickém kraji, okres Ústí nad Orlicí, v podhůří Orlických hor, podél toku Divoké Orlice asi 3 km východně od města Žamberk. Žije zde 776 obyvatel.

## Historie
První písemná zmínka o vsi se vyskytuje k 1. únoru 1514 v zemských deskách v souvislosti se zastavením části žampaškého panství Janem Žampachem z Potštejna Burianovi Trčkovi z Lípy; v zápise o rozdělení panství a zástavě se Líšnice (vsí celou Lesstniczy) uvádí mezi majetkem, který si Jan Žampach ponechal.
V obci žil soukromý zemědělec Jaroslav Zářecký, který byl za První republiky poslancem Národního shromáždění republiky Československé za Republikánskou stranu zemědělského a malorolnického lidu (agrárníky). 

## Pamětihodnosti
- velká hřbitovní kaple svaté Rodiny, pseudorománská z let 1865 až 1868
- socha Kalvárie z roku 1857, před kaplí
- socha Nejsvětější Trojice z roku 1889, u mostu